# Sooronbai Dscheenbekow

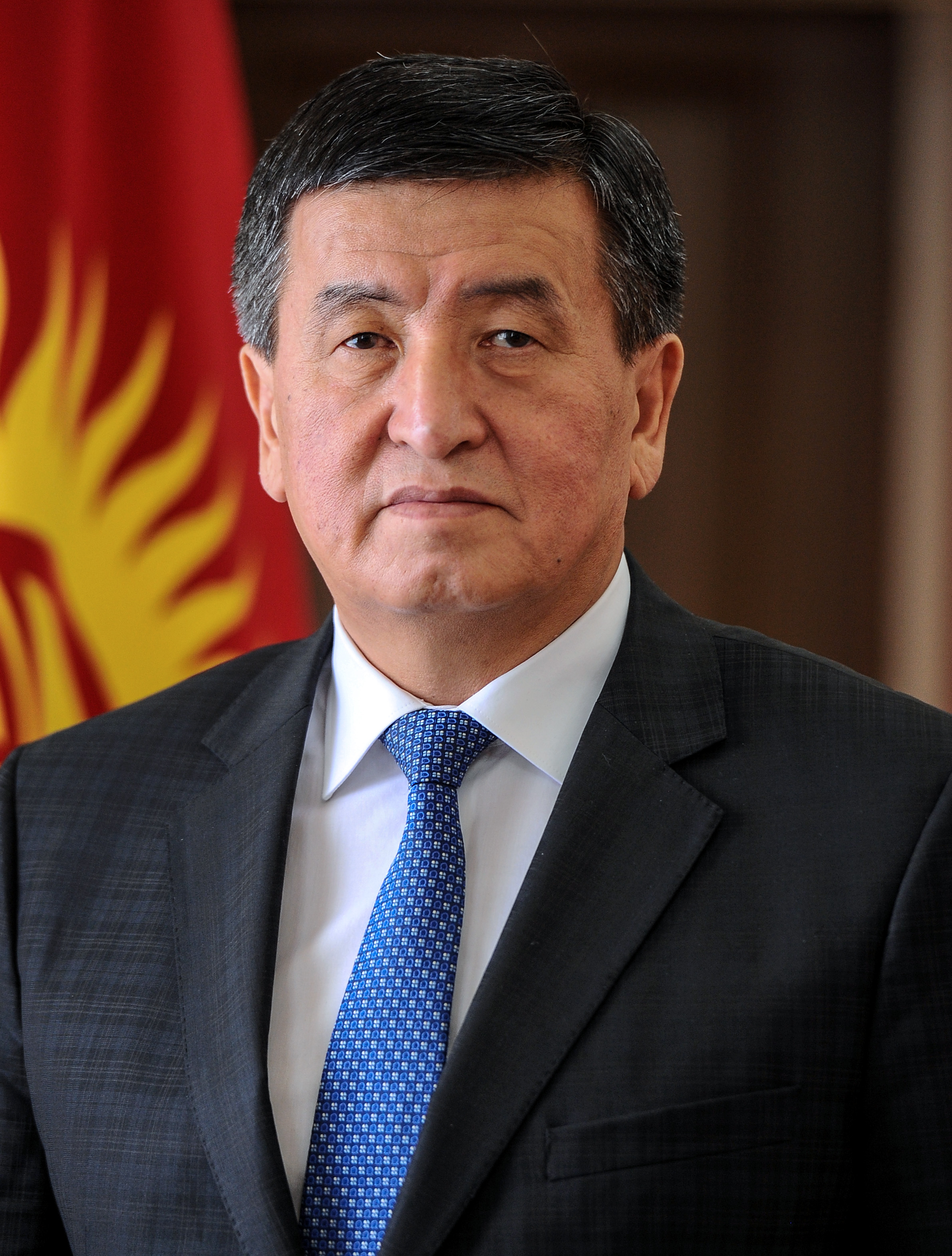
Sooronbai Dscheenbekow (2016)

Sooronbai Scharipowitsch Dscheenbekow (kirgisisch Сооронбай Шарипович (Шарип уулу) Жээнбеков, auch Scheenbekow sowie englisch Sooronbay Jeenbekov transkribiert; * 16. November 1958 in Telman (heute Bii-Myrsa), Oblus Osch, Kirgisische SSR, Sowjetunion) ist ein kirgisischer Politiker. Er war von 2016 bis 2017 Premierminister und wurde bei der Präsidentschaftswahl am 15. Oktober 2017 zum neuen Präsidenten gewählt. Am 15. Oktober 2020 trat er als Konsequenz der anhaltenden Proteste in Kirgisistan nach der Parlamentswahl 2020 zurück.

## Leben
Nach seinem Abschluss an einer Sekundärschule im Rajon Ösgön studierte Sooronbai Dscheenbekow ab 1977 am Kirgisischen Skrjabin-Institut für Landwirtschaft (Кыргызский сельскохозяйственный институт им. К.И.Скрябина). Im Jahr 1983 schloss er sein Studium mit den Schwerpunkten Zootechnik (Studium der Methoden der (Nutz-)Tierhaltung) und Buchhaltung ab. Im Anschluss war er von 1983 bis 1988 leitender Zootechniker einer Kolchose im Oblus Osch.

### Beginn der politischen Karriere
Ab 1988 wurde Dscheenbekow auch politisch für die Kommunistische Partei der Sowjetunion tätig. Von 1989 bis 1991 war er Sekretär des Parteikomitees einer Sowchose. In den folgenden Jahren arbeitete er als Direktor in landwirtschaftlichen Großbetrieben in seiner Heimatregion.
Im Jahr 1995 wurde Dscheenbekow als Abgeordneter in die Volksvertreterversammlung (El Okuldor Jyiyny) gewählt. Seit 1996 hatte er verschiedene Posten im Dschogorku Kengesch, dem kirgisischen Parlament, inne. So war er von 1996 bis 2000 im Komitee für landwirtschaftliche Fragen als Abgeordneter, stellvertretender Vorsitzender und Vorsitzender, von 2000 bis 2005 Stellvertreter des Toraga (Speaker), von 2005 bis 2006 als Abgeordneter und Vorsitzender im Komitee für Agrarindustrie und Ökologie und von 2006 bis 2007 Vorsitzender des Komitees für Agrarpolitik.

### Regierungsämter
Von Mai bis Dezember 2007 war Dscheenbekow Minister für Landwirtschaft, Wasserressourcen und verarbeitende Industrie der Republik Kirgistan. Nach einer zweijährigen Tätigkeit als privater Unternehmer bekleidete er von April 2010 bis August 2012 das Amt des Gouverneurs des Gebiets Osch. Im Anschluss wurde Dscheenbekow bis Dezember 2015 zum bevollmächtigten Vertreter der Kirgisischen Regierung im Oblus Osch. Nach einer viermonatigen Tätigkeit als Direktor des Staatlichen Personalwesens, wurde Dscheenbekow im März 2016 zum stellvertretender Direktor der Administration des Präsidenten ernannt.
Nach dem Rücktritt des zuvor amtierenden Premierministers Temir Sarijew im April 2016 wurde Dscheenbekow am 16. April 2016 mit 113 von 115 Parlamentsstimmen zum neuen Premierminister gewählt. Dscheenbekow war zuvor von der Sozialdemokratischen Partei Kirgisistans (SDPK) des Staatspräsidenten Almasbek Atambajew nominiert worden.
Im Zuge von Spannungen über ein geplantes Verfassungsreferendum trat die SDPK am 24. Oktober 2016 aus der Regierungskoalition aus. Das von Dscheenbekow geführte Kabinett wurde zwei Tage später von Staatspräsident Almasbek Atambajew aufgelöst.
Bei der Präsidentschaftswahl in Kirgisistan 2017 am 15. Oktober 2017 wurde Dscheenbekow zum Nachfolger des Staatspräsidenten Almasbek Atambajew gewählt. Er trat sein Amt am 24. November 2017 an.

### Amtszeit als Staatspräsident

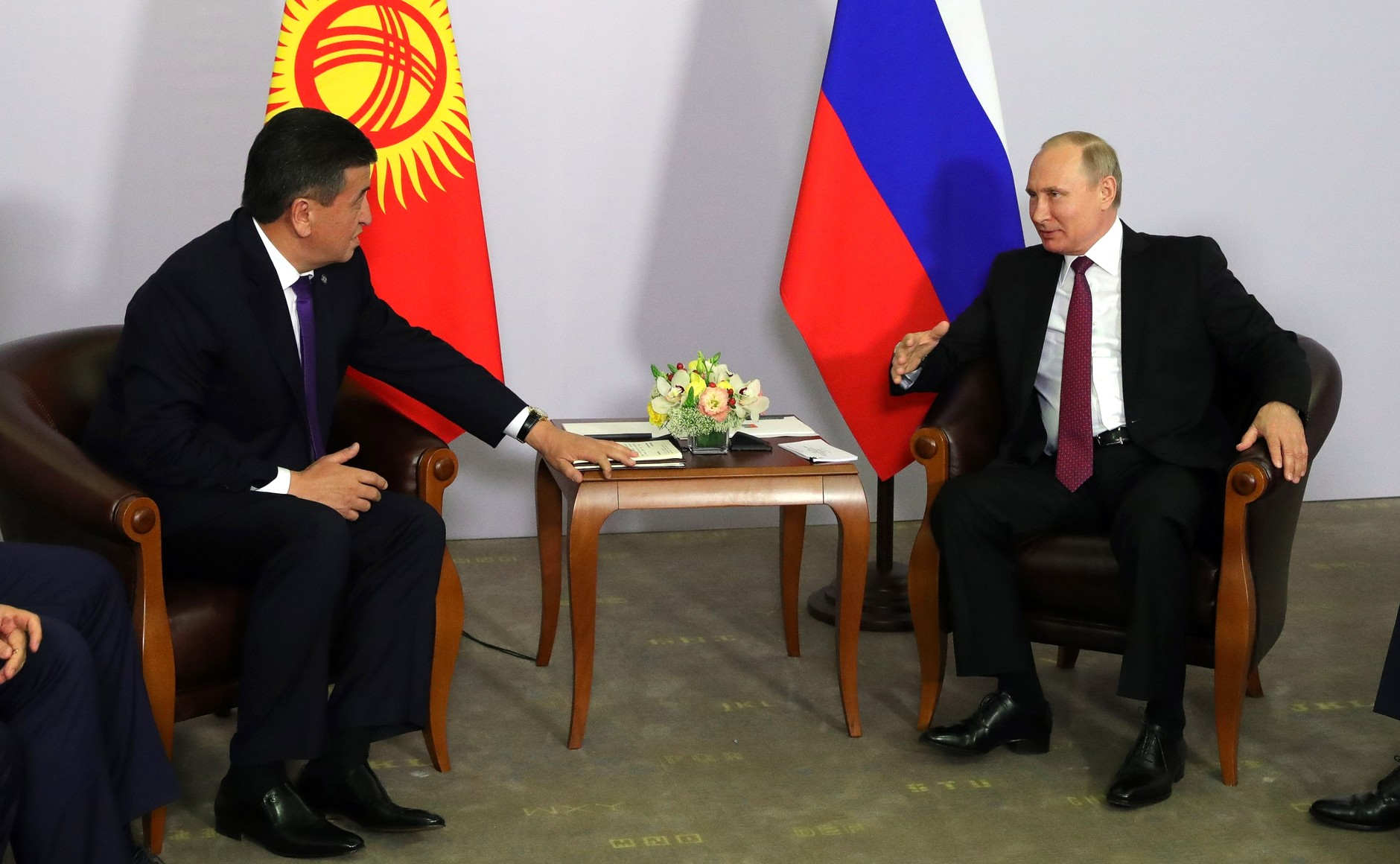
Schienbekow trifft sich mit dem russischen Präsidenten Wladimir Putin in Sotschi. 2018

Nach seinem Amtsantritt im November 2017 reiste Dscheenbekow in den folgenden Wochen zu Antrittsbesuchen in die Nachbarländer Kirgisistans. Am 11. und 12. April 2018 folgte ein Treffen mit europäischen Spitzenpolitikern in Brüssel. Dabei strebte Dscheenbekow eine verstärkte Zusammenarbeit zwischen Kirgisistan und der EU an. Zu diesem Zweck traf er sich mit der damaligen Hohe Vertreterin der EU für Außen- und Sicherheitspolitik Federica Mogherini sowie mit Donald Tusk, Jean-Claude Juncker und Antonio Tajani. Dabei betonte er, sich für Demokratie und Medien- und Meinungsfreiheit in Kirgisistan starkmachen zu wollen.
Im Laufe von Dscheenbekows Amtszeit entwickelte sich ein Machtkampf zwischen dem amtierenden Präsidenten und seinem Vorgänger Atambajew. Atambajew entwickelte sich zu einem der lautstärksten Kritiker Dscheenbekow und verfügt auch nach dem Ende seiner Präsidentschaft über zahlreiche Anhänger im Land. Am 31. März 2018 wurde Atambajew zum Vorsitzenden der Sozialdemokratischen Partei Kirgisistan gewählt, der auch Dscheenbekow angehört. Seine Wahl verband der Ex-Präsident mit Kritik an Dscheenbekows Amtsführung und heizte damit den parteiinternen Machtkampf an. Dscheenbekow reagierte mit der Entlassung von Politikern, die als Atambajew freundlich gelten, unter anderem des ehemaligen Bürgermeisters von Bischkek, Koubanytschbek Kulmatow. Zudem wurde auf Grund eines Falles über die Freilassung eines landesweit bekannten Straftäters die politische Immunität Atambajews durch das kirgisische Parlament aufgehoben. Am 7. August 2019 sollte der ehemalige Staatspräsident von Sicherheitskräften in seinem Anwesen festgenommen werden, diese konnten aber von Anhängern Atambajews zurückgeschlagen werden. Nach weiteren Kämpfen gelang den Sicherheitskräften am 8. August 2019 die Verhaftung Atambajews. Dscheenbekow warf seinem Vorgänger die Verletzung von Gesetzen, unter anderem den bewaffneten Widerstand gegen die Durchführung von Ermittlungsmaßnahmen vor. Auf Grund der Auseinandersetzung unterbrach Dscheenbekow seinen Urlaub und berief sein Kabinett zu einer Sondersitzung ein.
Nach der turnusmäßigen Parlamentswahl in Kirgisistan 2020 am 4. Oktober entwickelte sich die größte politische Krise in der jüngeren Geschichte des Landes, nachdem das Wahlergebnis auf Grund massiver Proteste wegen des Vorwurfs des Stimmenkaufs und der Wahlmanipulation annulliert wurde. Die Proteste gingen auch nach der Annullierung des Wahlergebnisses weiter, vor allem in der Hauptstadt Bischkek kam es dabei zu Ausschreitungen, unter anderem wurde das Weiße Haus in Bischkek, in dem sich das Büro des Präsidenten befindet, von Demonstranten gestürmt. Dscheenbekow rief diese zur Mäßigung auf, konnte aber keine Stabilisierung der Lage bewirken. Am 9. Oktober kündigte er an zurückzutreten, wenn sich eine neue Regierung gebildet habe. Nach der Wahl von Sadyr Dschaparow zum neuen Premierminister und der Vorstellung seines Kabinetts forderten Dschaparow und seine Anhänger den Rücktritt des Präsidenten, den dieser am 15. Oktober 2020 verkündete.